# Родионов, Пётр Александрович
Пётр Александрович Родионов (1916 — 2013) — советский хозяйственный, государственный и политический деятель.

## Биография
Родился в 1916 году в Усмани. Член ВКП(б) с 1939 года.
С 1935 года — на хозяйственной, общественной и политической работе. В 1935—1990 гг. — в РККА, корреспондент, ответственный секретарь областной газеты, редактор газеты «Красное Знамя», комиссар батальона народного ополчения, 1-й секретарь районного комитета ВКП(б), 1-й секретарь Елецкого городского комитета ВКП(б), заведующий Отделом Орловского областного комитета ВКП(б), заведующий Отделом пропаганды и агитации Московского городского комитета КПСС, инструктор Отдела ЦК КПСС, главный редактор журнала «Агитатор», 2-й секретарь ЦК КП Грузии, заместитель директора Института марксизма-ленинизма при ЦК КПСС.
Избирался депутатом Верховного Совета СССР 7-го и 8-го созывов.
С 1990 года на пенсии. Умер в феврале 2013 года в Москве.